# Vince DiCola
Vincent Louis DiCola (* November 1957 in Lancaster, Pennsylvania) ist ein US-amerikanischer Filmkomponist und Keyboarder.

## Leben
DiCola zog nach einer Ausbildung als Perkussionist nach Kalifornien. Zunächst arbeitete er als Studiomusiker und spielte Synthesizer für Juice Newton. 1983 wurde er zusammen mit Frank Stallone als Komponist für den Spielfilm Staying Alive engagiert. Für den mit Stallone komponierten Titel Far From Over wurde er für einen Golden Globe Award nominiert, zudem erhielt er eine Grammy-Award-Nominierung für seine Mitarbeit am Soundtrack des Filmes. 1986 wurde er für die Filmmusik zu Rocky IV – Der Kampf des Jahrhunderts hingegen mit der Goldenen Himbeere für den schlechtesten Soundtrack des Jahres ausgezeichnet. Im selben Jahr komponierte DiCola die Musik zu Transformers – Der Kampf um Cybertron sowie 2004 für den Film Sci-Fighter.
DiCola veröffentlichte drei Soloalben; das Album Artistically Beatles von 1993 besteht aus Coverversionen von Beatles-Titeln. Daneben arbeitete er als Musiker und Produzent für Künstler wie Rick Springfield und Glenn Hughes.

## Filmografie (Auswahl)
- 1985: Rocky IV – Der Kampf des Jahrhunderts (Rocky IV)
- 1986: Transformers – Der Kampf um Cybertron (The Transformers: The Movie)